# Anita Nüßner
Ne doit pas être confondu avec Anita Kobuß.
Anita Nüßner, née le 10 juin 1935 à Plaue et morte le 27 février 2025, est une kayakiste est-allemande qui a concouru dans les années 1960. Elle a participé aux Jeux olympiques d'été de 1968. Aux Championnats du monde, elle remporte une médaille de bronze.

## Palmarès

### Jeux olympiques
- Jeux olympiques de 1968 à Mexico
  - 6e en K-1 500 m

### Championnats du monde
- Championnats du monde de course en ligne de canoë-kayak de 1963 à Jajce :
  -  Médaille de bronze en K-4 500 m